# Kosičky
Kosičky (deutsch Kleinkositz) ist eine Gemeinde mit 352 Einwohnern in Tschechien.

## Lage
Kosičky liegt in einer Höhe von 224 m ü. M. in der breiten Ebene der Bystřice am nördlichen Ufer des Flusses. Der zehn Kilometer südöstlich von Nový Bydžov gelegene Ort gehört dem Okres Hradec Králové an. Einen Kilometer westlich liegt das Schwesterdorf Kosice.
Kosičky hat eine Gemeindefläche von 784 ha und besteht aus 122 Häusern.

## Geschichte
Erstmals urkundlich erwähnt wurde das Dorf 1369 als Besitz des Čeněk von Přestavlky. 1437 wurden Jiří und Karel von Pouchobrady Besitzer von Kosičky.
1521 erwarb der Besitzer der Herrschaft Chlumetz, Wilhelm Kostka von Postupice, das Dorf und bis zur Ablösung der Grundherrschaften im Jahre 1848 blieben die Bewohner von Kosičky Untertanen der Herrschaft.
Auf den Gemeindefluren von Kosičky liegt am gegenüberliegenden Ufer der Bystřice, über eine Brücke erreichbar, die Wüstung Třesice. Das Dorf wurde im Dreißigjährigen Krieg zerstört und nicht wieder aufgebaut. Östlich der Wüstung liegt der 70 ha große Teich Třesický rybník, der neben weiteren kleineren Teichen eine reiche Population von Wasservögeln aufweist.